# Vigna lanceolata
Vigna lanceolata är en ärtväxtart som beskrevs av George Bentham. Vigna lanceolata ingår i släktet vignabönor, och familjen ärtväxter.

## Underarter
Arten delas in i följande underarter:
- V. l. filiformis
- V. l. lanceolata